# Coast Guard Medal
La Coast Guard Medal est une décoration militaire des États-Unis d’Amérique.

## Généralités
Cette distinction récompense, en temps de paix, tout membre de l’U.S. Coast Guard qui se distingue par son héroisme face à une situation de grand danger, et il accomplit des actes qui vont au-delà des simples exigences du service.
La Coast Guard Medal a été d’abord instituée en 1949, mais elle ne fut pas décernée avant 1958. Les premiers récipiendaires furent les maîtres de troisième clase Earl Leyda et Raymond Johnson, qui furent récompensés pour des actions de sauvetage en août 1957, lorsqu’ils ont tenté de sauver des ouvriers pris au piège alors qu’ils travaillaient sur le Oswego Water Works Tunnel, ouvrage situé sous le Lac Ontario, près de la ville d’Oswego, dans l’État de New-York.
Des attributions multiples sont signalées par la présence d'award stars or agrafées sur le ruban.

## Sources
- (en) Cet article est partiellement ou en totalité issu de l’article de Wikipédia en anglais intitulé « Coast Guard Medal » (voir la liste des auteurs).